# Nathalie Morin
Nathalie Morin est née le 11 mai 1984 au Québec. 
Elle est citoyenne canadienne et vit en Arabie saoudite. Elle est retenue contre son gré en Arabie saoudite par son conjoint Saeed Al Shahrani, ancien agent secret, et le gouvernement saoudien depuis le 5 mars 2005. Elle déclare être physiquement et psychologiquement maltraitée avec ses quatre enfants. L'Arabie Saoudite serait prête à la laisser partir seule mais elle ne veut pas laisser ses enfants sur place.
En 2013, son mari ne s'opposerait plus à ce qu'elle retourne au Canada avec ses enfants mais l'Arabie saoudite ne veut laisser les enfants sortir du pays que si le père renonce à sa paternité.

## Biographie
En septembre 2001, Nathalie Morin rencontre Saeed Al Bishi, un Saoudien qu’elle croit être étudiant à l’université Concordia de Montréal. Elle donne naissance en juillet 2002 à Samir au Québec mais, en septembre 2002 Saeed Al Bishi est expulsé en Arabie Saoudite puisque les autorités découvrent qu’il séjourne illégalement au Québec.  
Pendant deux ans (2003-2004), Saeed Al Bishi lui parle de toutes les possibilités d’une vie de famille avec Samir en Arabie. Nathalie Morin lui rend visite deux fois et revient à chaque fois. La confiance s’établit. Elle part finalement s’installer en Arabie saoudite avec son fils en mars 2005 
En décembre 2005, Johanne Durocher, la mère de Nathalie lui rend visite en Arabie. La situation est mauvaise. Johanne Durocher alerte les services de l’ambassade du Canada. Nathalie demande à l’ambassade du Canada son rapatriement. Johanne Durocher alerte Ottawa en janvier 2006 et en juin Nathalie donne naissance à Abdullah en Arabie.
Nathalie Morin rentre à Montréal aux frais de sa mère le 11 octobre 2006 mais le 22 novembre retourne auprès de ses enfants en Arabie.
Saeed Al Bishi demande une rançon de 20 000 $ contre la liberté de Nathalie le 25 février 2008 et de ses deux enfants. Ensuite, il change d’idée et demande 100 000 $, pour ensuite dire qu’il ne veut pas d’argent.
Du 2 au 5 avril 2008, Johanne Durocher demande l’aide du gouvernement pour extrader sa fille et ses enfants. Le 4 avril Gilles Duceppe, chef du Bloc québécois, parle de sanctions pour mettre la pression sur l’Arabie saoudite.
Son conjoint saoudien, Saeed Al Bishi, revient à son nom original et retourne officiellement à son vrai nom, Saeed Al Shahrani en septembre 2008. En effet, il travaillait en réalité comme agent secret de 1995 à 2008. Il est sans travail ni ressources à ce moment-là 
Johanne Durocher comparait devant un comité parlementaire canadien se penchant sur le sort de sa fille Nathalie Morin en mai 2010 et en juin 2011, l'écrivaine saoudienne Wajeha al-Huwaider essaye de lui venir en aide et de lui apporter de la nourriture, car Nathalie Morin ne peut sortir de chez elle, mais échoue ; par la suite elle est condamnée à dix mois de prison et trois ans d'interdiction de voyage pour avoir tenté de soustraire Nathalie Morin de l'autorité de son mari. 
Les gouvernements du Canada et d'Arabie-Saoudite sont proches d'un accord lors de négociations  en 2012, mais les démarches sont vaines.  En juillet 2013, Nathalie Morin se réfugie avec ses quatre enfants à l'ambassade canadienne de Riyadh mais ses enfants se voient refuser d'entrer à l'intérieur de l'ambassade. Elle est finalement littéralement repoussée à l'extérieur de l'ambassade canadienne par un agent de sécurité après que le consul canadien l'a menacée d'alerter la police saoudienne pour sa présence dans l'ambassade. Nathalie Morin demande son retour au Canada pour elle et ses enfants, et le père ne s'y opposerait pas mais le gouvernement saoudien demande au père des enfants de signer une renonciation de sa paternité, ce qu'il refuse.
Le 20 janvier 2015, le Journal de Montréal fait état de viol et le 4 décembre 2016, une nouvelle manifestation est tenue à Ottawa pour demander le rapatriement de Nathalie Morin et de ses quatre enfants. Des représentants de l'ambassade canadienne lui rendent visite dans son domicile de Dammam en décembre, après avoir ignoré ses demandes d'aide pendant des mois.